# Günügüzel, Alucra
Günügüzel là một xã thuộc huyện Alucra, tỉnh Giresun, Thổ Nhĩ Kỳ. Dân số thời điểm năm 2011 là 103 người.